# 시멘 헥스타 크뤼게르
시멘 헥스타 크뤼게르(노르웨이어: Simen Hegstad Krüger, 1993년 3월 13일~)는 노르웨이의 크로스컨트리 스키 선수이다. 2018년 동계 올림픽에 참가하여 30km 스키애슬론과 계주에서 금메달을 획득했고 2022년 동계 올림픽에서 남자 50km 프리 종목 동메달을 획득했다. 또한 세계 선수권 대회에서 금메달 3개, 은메달 2개, 동메달 1개를 획득했다.